# 45. pr. Kr.
◄ | 2. stoljeće pr. Kr. | 1. stoljeće pr. Kr. | 1. stoljeće | ►
◄ | 70-ih pr. Kr. | 60-ih pr. Kr. | 50-ih pr. Kr. | 40-ih pr. Kr. | 30-ih pr. Kr. | 20-ih pr. Kr. | 10-ih pr. Kr. | ►
◄◄ | ◄ | 48. pr. Kr. | 47. pr. Kr. | 46. pr. Kr. | 45 pr. Kr. | 44. pr. Kr. | 43. pr. Kr. | 42. pr. Kr. | ► | ►►
Astronomija

## Događaji
- 1. siječnja – stupio na snagu Julijanski kalendar
- 17. ožujka – posljednja Cezarova bitka, kod Munde, današnja Španjolska, pobjeda nad Pompejevim nasljednicima i otvoren put prema položaju diktatora